# Contiger
Contiger là một chi bướm đêm thuộc họ Crambidae.